# Compiano
Compiano ist eine italienische Gemeinde (comune) mit 1047 Einwohnern (Stand 31. Dezember 2023) in der Provinz Parma in der Emilia-Romagna und ist Mitglied der Vereinigung I borghi più belli d’Italia (Die schönsten Orte Italiens). Die Gemeinde liegt etwa 63 Kilometer südwestlich von Parma am Taro und gehört zur Comunità montana Valli del Taro e del Ceno.
Der Patrizier Ubertino Landi aus Piacenza hat 1257 die Burg von Compiano sowie die benachbarte Burg von Bardi erworben. Die Landi wurden von Kaiser Karl V. 1551 zu Marchesi (Markgrafen) erhoben. Nach dem Aussterben des hiesigen Zweiges 1682 fiel ihr Besitz fiel an die Farnese, Herzöge von Parma.

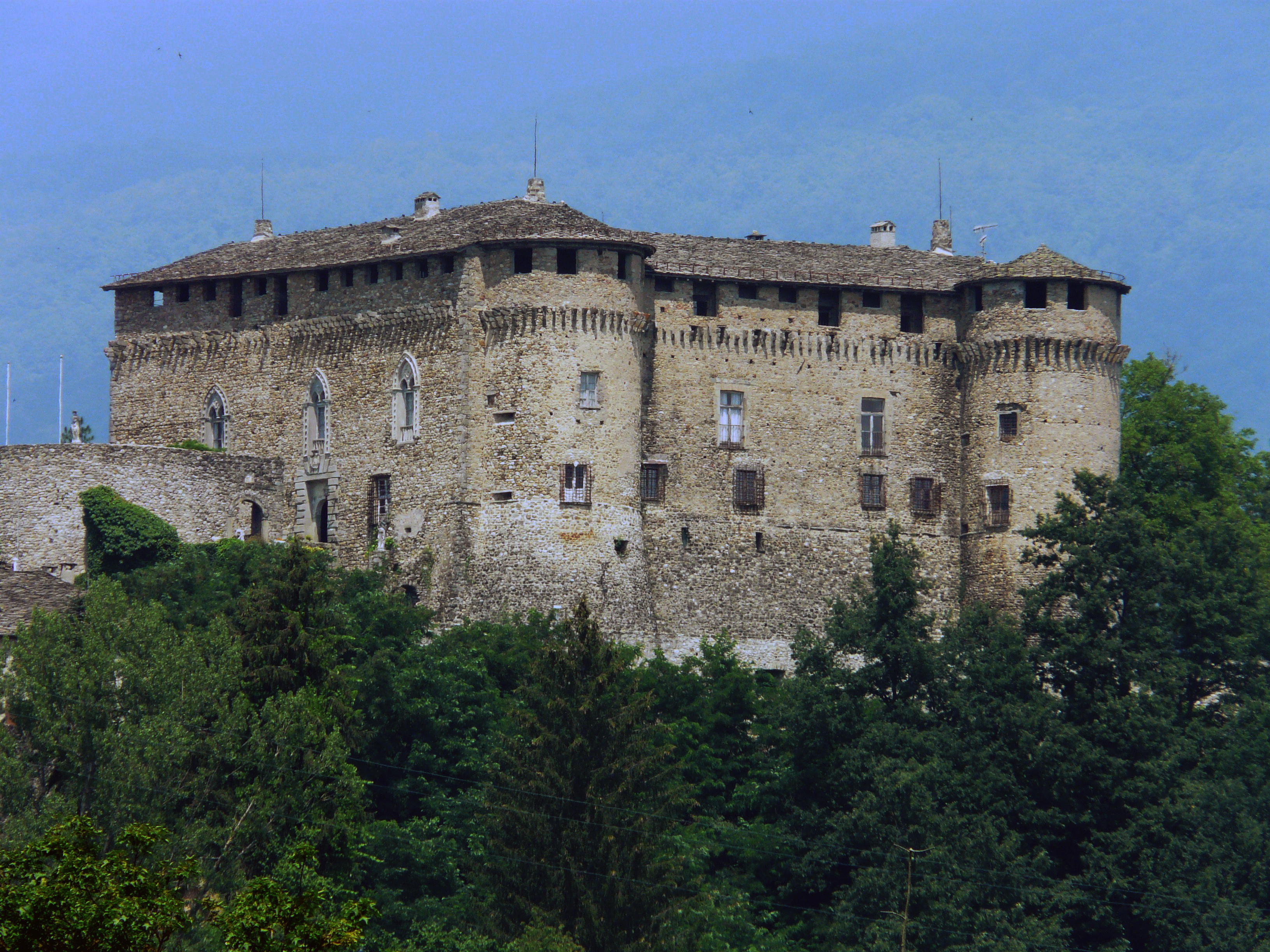
Burg Compiano

## Verkehr
Durch die Gemeinde führt die frühere Strada Statale 359 di Salsomaggiore e di Bardi (heute eine Provinzstraße) von Fidenza nach Bedonia.